# Стефан Жеромски
Стефан Жеро̀мски, герб Йелѝта (на полски: Stefan Żeromski) е полски писател романист, новелист, драматург и публицист. Смятан за най-значимия полски прозаик от края на XIX и началото на XX век. Инициатор за създаването и пръв председател на Съюза на полските писатели, основател на полския ПЕН клуб (1924).
Четирикратно номиниран за нобелова награда за литература (1921, 1922, 1923, 1924). Един от най-великите писатели в полската история. Известен е и под псевдонимите Маурици Зих, Юзеф Катерля и Стефан Иксмореж. Заради обществената си ангажираност е наричан „съвестта на полската литература“ или „съвестта на народа“.

## Биография

### Ранни години и образование
Стефан Жеромски е роден на 14 октомври 1864 г. в село Стравчин, северозападно от град Келце, в обеднялото шляхтишко семейство на Юзефа (с моминско име Катерля) и Винценти Жеромски, герб Йелита. Кръстен е на 1 ноември същата година в стравчинската църква „Успение Богородично“ от отец Михал Томашевски, в присъствието на Валенти Панчик и Ян Заенцки. Има четири сестри – Винцентина, Александра, Вацлава и Болеслава. Баща му работи като арендатор в различни земеделски стопанства (на полски: Folwark). Писателят израства в село Чекоти, разположено в Швентокшиските планини, североизточно от Келце. Губи рано родителите си, след като първо майка му (1879), а четири години по-късни и баща му умират. Младежките години на Жеромски са съпътствани от бедност и борба с туберкулозата, борба която той води през целия си живот.
Получава начално образование в село Псари, западно от Келце, след което през 1874 г. постъпва в Келецката мъжка гимназиякъдето негов учител е Антони Густав Бем. От този период са първите му литературни опити – стихове, драми, преводи на руска литература. Дебютира през 1882 г. в 27 брой на „Тигодник Мюд и Повешчи“ (на полски „Tygodnik Mód i Powieści”) с превод на стихотворение на Лермонтов и в „Пшиячел джечи“ (Przyjaciel Dzieci) със стихотворението „Песента на земеделеца“ (Piosenka rolnika). 
Финансовите затруднения и разболяването от туберкулоза стават причина през 1886 г. да завърши образованието си без да получи матура. През същата година става студент във Ветеринарния институт във Варшава (университет, който не изисква матура). Там се сблъсква със социалистическото движение и се включва в тайна акция за ограмотяване на земеделците и работниците.

През 1889 г. е принуден да изостави следването си поради финансови причини и да започне да работи като гувернант. През 1889 г. негови творби започват да излизат на страниците на „Тигодник повшехни“ (Tygodnik Powszechni), „“Глас“ (Głos), „Нова реформа“ (Nowa Reforma).

През 1892 г. пребивава за кратко в Цюрих, Виена, Прага и Краков. През есента на същата година се жени за Октавиа Радживилович, с която се запознава докато е гувернант в Наленчов, след което заминава заедно със съпругата си и нейната дъщеричка от първия брак за Швейцария, където става заместник-библиотекар в Полския национален музей в Раперсвил. Там написва „Сизифов труд“. В Швейцария се среща и с Габриел Нарутович и Едвард Абрамовски. През 1895 г. 1898 г. излизат сборници с разкази на Жеромски.

В края на XIX и началото на XX век заминава за Келце с намерението да се установи там и да се заеме с развиване на културна дейност. Може би именно под негово влияние Леон Ригер създава седмичника „Еха Келецкие“ („Echa Kieleckie”), в който са препубликувани „Горско ехо“ и Отмъщението е мое“ на Жеромски.

След завръщането си в Полша през 1897 г. работи като помощник-библиотекар в Библиотеката на Замойски във Варшава. По това време е издаден „Сизифов труд“.
През 1899 г. се ражда синът му Адам. В същата година е издаден романът „Бездомни хора“. През 1904 г. излиза романът му „Пепелища“, чийто издателски успех позволява на Жеромски да напусне работата си като библиотекар и заедно със семейството си да се премести да живее за почти цяла година в Закопане, където изцяло се посвещава на писането. От момента, в който избухва революцията през 1905 г. в Кралство Полша Жеромски се включва в дейността на демократически и социалистически организации, като особено близка му става Полската социалистическа партия.

На революционното движение през 1905 – 1907 г. посвещава няколко свои произведения, между които разказите: „Сън за шпагата“ (Sen o szpadzie), „Голият паваж“ (Nagi bruk) и „Ноктюрно“ (Nokturn), както и драмата „Роза“ (Róża). Жеромски става инициатор за създаването на Народен университет, води образователни курсове за учениците от земеделското училище, а в дома си създава сиропиталище и тайно училище. От него е вдъхновено и създаването на работническа театрална трупа в Наленчов, ръководена от скулптура и публицист Юзеф Гардецки. Трупата представя на сцена забранената по онова време пиеса – III част на „Задушница“. Сред зрителите е и Болеслав Прус.

През 1909 г. заминава със семейството си за Париж, където живее в продължение на три години. През 1910 г. се подписва под отвореното писмо с искане тялото на Юлиуш Словацки да бъде погребано на Вавел. След завръщането си в Полша се установява в Закопане.

През 1913 г. създава ново семейство с художничката Анна Завадзка, с която се запознава през 1908 г. Плод на тази връзка е дъщеря му Моника. След избухването на Първата световна война Жеромски се записва в Полските легиони, но по стечение на обстоятелствата никога не участва в битка. Завръща се в Закопане, където заедно с Ян Каспрович и Медард Козловски създава Национална организация. Включва се в дейността на Върховния комитет на Закопане. Бил е президент на Закопянска Жечпосполита. На 31 юли 1918 г. деветнайсетгодишният му син Адам умира от туберкулоза. Жеромски му посвещава публицистичен текст с обществено-политическа тематика, озаглавен „Начало на трудовия свят“ (Początek świata pracy).

По време на полско-съветската война през 1920 г. сътрудничи на ръководения от подполковник Мариан Денстел-Домброва Отдел по пропаганда на Доброволческата армия. На 22 октомври 1920 г. става член на Гражданския изпълнителен комитет за защита на държавата.

В независима Полша Жеромски живее във Варшава, където взема активно участие в литературния живот. Той е един от делегатите на Конгреса на Съюза на полските писатели, проведен на 4 февруари 1922 г. във Варшава. Инициатор е на проекта Академията за литература „Пазители на полската книжнина“, а през 1925 г. става основател и първи председател на полския ПЕН клуб. През двайсетте години се заселва в Констанчин-Йежорна край Варшава, а през 1924 г. президентът Станислав Войчеховски му дава тристайно жилище на втория етаж на Кралския замък във Варшава. През 1922 г. излиза романът „Вятър от морето“, за който писателят получава Държавната литературна награда, а през 1924 г. е издаден романът „Предпролет“.

Умира на 20 ноември 1925 г. В същия ден – две седмици преди собствената му смърт – Владислав Реймонт пише:
| „ | Днес почина Жеромски, това за мен е жесток удар поради много причини. Умря от сърце. Беше с няколко години по-стар от мен, но имаше неукротима воля за живот и енергия. Това е непрежалима загуба за полската литература. Обожавам го като гениален писател. Естествено тази внезапна смърт подейства зле на моето здравословно състояние. Защото сега идва моят ред да умирам. | “ |

Новината за неговата кончина предизвиква национален траур, и погребението му се превръща в огромна манифестация. Жеромски е погребан на евангелско-реформаторското гробище във Варшава (F/4/24). През 1928 г. в Наленчов е открит музей, посветен на писателя.

## Политически възгледи
В произведенията си Жеромски често засяга обществена проблематика. Посвещава много страници на бедността, катастрофалното положение на работниците и селяните, като наблюденията му по тези теми го доближават до социалистическите възгледи – по време на революцията през 1905 г. подкрепя полската социалистическа партия; постоянно вдъхновение за него за разсъжденията на Едвард Абрамовски, както и синдикалистичната теория на Жорж Сорел и Едуард Дюфур, израз на което е написаното в „Начало на трудовия свят“ от 1918 г.

## Отличия
Орден „Белия орел“ (посмъртно) присъден му от президента на Република Полша Анджей Дуда на 11 ноември 2018 г. по повод честването на стогодишнината от възстановяването на независимостта на Полша

Голяма лента на Ордена на Възродена Полша (30 април 1925 г.)

Орден на Възродена Полша III степен – за заслуги в полската литература (с указ на държавния глава от 29 декември 1921 г.)

## Творчество
- Doktor Piotr
- Duma o hetmanie
- Dzieje grzechu (История на греха)
- Echa leśne
- Firlykowe Wzgórze
- Ludzie bezdomni (Бездомници)
- Na probostwie w Wyszkowie
- O żołnierzu tułaczu
- Popioły (Пепелища)
- Przedwiośnie (Предпролет)
- Puszcza Jodłowa
- Rozdzióbią nas kruki, wrony
- Róża
- Sen o szpadzie
- Siłaczka
- Sułkowski
- Syzyfowe prace (Сизифов труд)
- Uciekła mi przepióreczka
- Uroda życia
- Walka z szatanem (Борба със Сатаната)
- Wiatr od morza
- Wierna rzeka
- Zapomnienie
- Zmierzch

### Издания на български
- Сизифов труд, С., Изд. „Чипев“. 1939, 318 с. (прев. Любомир Андрейчин)[27]
- Бездомници, С., Изд. „Народна култура“. 1957, 312 с. (прев. Стефан Илчев)[28]
- Пепелища, С., Изд. „Народна култура“. 1958, 760 с. (прев. Димитър Икономов)[29]
- Предпролет, С., Изд. „Народна култура“. 1959, 272 с. (прев. Димитър Икономов)[30]
- Борба със сатаната, С., Изд. „Народна култура“. 1964, 776 с. (прев. Димитър Икономов)[31]
- История на греха, С., Изд. „Народна култура“. 1972, 512 с. (прев. Стефан Илчев)[32]
- В примките на несретата: Разкази и новели, С., Изд. „Народна култура“. 1977, 264 с. (прев. Стефан Илчев)[33]